# Municipio de Alushta
Municipio de Alushta (en ucraniano: Алуштинська міська рада, en ruso: Алуштинский горсовет) en un municipio de Ucrania situado en la República Autónoma de Crimea. Es una de las 25 regiones de la República Autónoma de Crimea.

## Localidades
Además de la ciudad de Alushta la región incluye la ciudad de Partenit más al sur y 24 pueblos que están organizados en 6 comunidades.

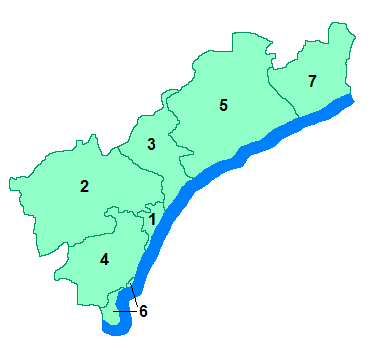
Mapa de localización de las localidades del municipio de Alushta.

| 1- Comunidad de Alushta - Alushta 2- Comunidad de Izobilnensky - Izobilnoye - Alta Kutuzovka - Baja Kutuzovka - Rozovi 3- Comunidad de Luchistyvski - Luchyste - Lavanda - Semydviria | 4- Comunidad de Malomayakski - Malyy Mayak - Bondarenkove - Vynohradni - Zaprudne - Kyparysne - Lavrove - Lazurne - Nyzhnie Zaprudne - Pushkine - Utos - Chaika | 5- Comunidad de Malorichenski - Malorichenske - Generalske - Rybache - Soniachnohirske 6- Comunidad de Partenit - Partenit 7- Comunidad de Privitnenski - Privetne - Zelenohiria - Kanaka |